# Bashkim Ajdini

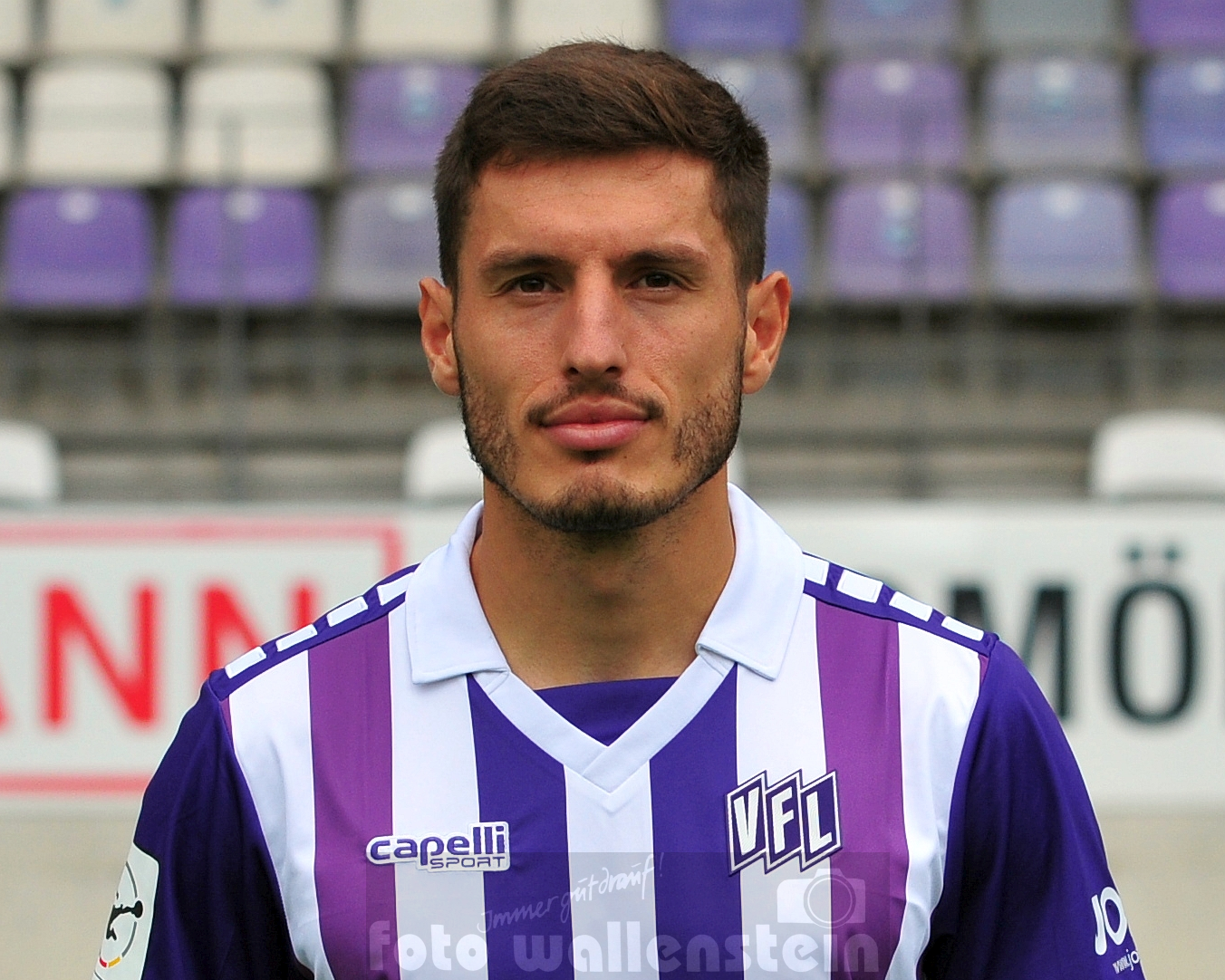
Bashkim Ajdini im Heimtrikot des VfL Osnabrück Saison 2025/26

Bashkim Ajdini (* 10. Dezember 1992 in Halmstad), zwischen 2004 und 2019 Bashkim Renneke genannt, ist ein deutscher Fußballspieler kosovarischer Abstammung. Der Mittelfeldspieler steht beim VfL Osnabrück unter Vertrag.

## Privates
Bashkim Ajdinis Eltern sind Ramadan und Emine Ajdini. Er hat zwei kleinere Brüder, Labinot und Driton. Ajdinis Eltern flohen wegen des Kosovokrieges nach Schweden. Später zog seine Familie nach Deutschland und ließ sich in Schloß Holte-Stukenbrock nieder. Im August 2003 wurde seine Familie nach Serbien abgeschoben. Ein Jahr später wurde Bashkim Ajdini von der deutschen Familie Renneke adoptiert, nahm den Nachnamen seiner Adoptiveltern an und wuchs in Hövelriege auf.
Im März 2019 nahm Renneke seinen Geburtsnamen Ajdini wieder an. Auch seine Familie lebt mittlerweile wieder in Deutschland. Ajdini studiert Jura.

## Spielerkarriere
Ajdini begann beim SJC Hövelriege seine Karriere. Bereits als A-Jugendlicher debütierte er in der ersten Mannschaft, die in der Bezirksliga antrat. Im Sommer 2011 wechselte Ajdini zu Arminia Bielefeld in die zweite Mannschaft, die zunächst in der NRW-Liga und ab 2012 in der Oberliga Westfalen spielte. Mit Arminias zweiter Mannschaft wurde der Mittelfeldspieler im Jahre 2014 Meister der Oberliga Westfalen. Sein Debüt in der ersten Mannschaft gab er am 25. April 2014 beim Auswärtsspiel gegen den VfL Bochum, als er für Ben Sahar eingewechselt wurde.
Zur Saison 2015/16 unterschrieb Ajdini einen Einjahresvertrag bei der SG Sonnenhof Großaspach in der 3. Liga. Der Ligakonkurrent VfL Osnabrück nahm den Mittelfeldmann zur Saison 2016/17 unter Vertrag, er wechselte ablösefrei nach Osnabrück. Mit dem VfL stieg er 2019 in die 2. Fußball-Bundesliga auf. Nach dem Abstieg von Osnabrück in die 3. Liga in der Saison 2020/21 schloss Ajdini sich dem SV Sandhausen an und blieb damit in der 2. Bundesliga. Nachdem der SV Sandhausen wiederum 2023 in die 3. Liga abgestiegen war, kehrte er zur Saison 2023/24 zum Zweitliga-Wiederaufsteiger VfL Osnabrück zurück.

## Erfolge
- Meister der 3. Fußball-Liga 2015 und  Aufstieg in die 2. Fußball-Bundesliga (mit Arminia Bielefeld)
- Meister der 3. Fußball-Liga 2019 und Aufstieg in die 2. Bundesliga (mit dem VfL Osnabrück)
- Meister der Oberliga Westfalen 2014 (mit Arminia Bielefeld II)